# Felipe Santana
Felipe Augusto Santana, mais conhecido como Felipe Santana (Rio Claro, 17 de março de 1986), é um futebolista brasileiro que atuava como zagueiro.

## Carreira

### Figueirense
Atuou nas categorias de base Figueirense entre os anos de 1996 até 2006, quando foi efetivado para o profissional. Entre 2006 e 2008, Filipe Santana foi vice-campeão da Copa do Brasil de 2007 e duas vezes campeão catarinense.

### Borussia Dortmund
Foi companheiro de Dedê no Borussia Dortmund até junho de 2011. No dia 9 de abril de 2013, nas quartas de final Liga dos Campeões contra o Málaga, Felipe Santana foi o autor do gol no último minuto que garantiu que o Borussia Dortmund avançasse para a semifinal do torneio europeu.

### Schalke 04
Em 28 de maio de 2013, o Schalke 04 paga a cláusula de rescisão existente no seu contrato, no valor de 1 milhão de euros e Felipe Santana assina contrato com o clube por três temporadas.

### Olympiakos
Na temporada 2014/2015 esteve emprestado ao Olympiakos.

### Kuban Krasnodar
Jogou no Kuban Krasnodar na temporada de 2016. Mas uma lesão atrapalhou sua passagem pela Rússia.

### Atlético Mineiro
No dia 21 de dezembro de 2016, assinou contrato de 2 anos com o Atlético Mineiro. Em 25 abril de 2018, foi anunciada a rescisão mútua de seu contrato com o clube. Durante a passagem de um ano e quatro meses pelo Galo, Santana disputou 29 partidas e marcou um gol, além de ter conquistado o Campeonato Mineiro de 2017.

### Chapecoense
No dia 10 de julho de 2020, assinou contrato com a Chapecoense até 31 de dezembro de 2020.

## Títulos
Figueirense
- Campeonato Catarinense: 2006, 2008

Borussia Dortmund
- Supercopa da Alemanha: 2008
- Campeonato Alemão: 2010–11, 2011–12
- Copa da Alemanha: 2011–12

Olympiakos
- Campeonato Grego: 2014–15

Atlético Mineiro
- Campeonato Mineiro: 2017

Chapecoense
- Campeonato Brasileiro - Série B: 2020